# Lanzelin de Habsbourg
Pour les articles homonymes, voir Lancelin (homonymie), Habsbourg et Habsburg.
Lanzelin de Habsbourg ou Lancelin (diminutif de Landolf)  était comte d'Altenbourg et de Klettgau.
Il est le fils de Gontran le Riche, un des premiers ancêtres des Habsbourg.
Il épouse Luitgarde de Nellenbourg, fille de Eberhardt III, comte de Nellenbourg, en Thurgovie.
Ils auront quatre enfants :
- Radbot de Habsbourg, né en 970 ;
- Rodolphe, comte en Haute-Alsace ;
- Werner de Habsbourg, évêque de Strasbourg. Selon Jean Bérenger, il pourrait être le gendre et non le fils de Lancelin[1] ;
- Lanzelin ou Lantolt.

Lanzelin meurt en 991.

## Sources
- Lanzelin de Habsbourg sur Medieval Lands (Foundation for Medieval Genealogy).